# Envy (Romainmôtier-Envy)
Envy (toponimo francese) è una frazione del comune svizzero di Romainmôtier-Envy, nel Canton Vaud (distretto del Jura-Nord vaudois).

## Storia

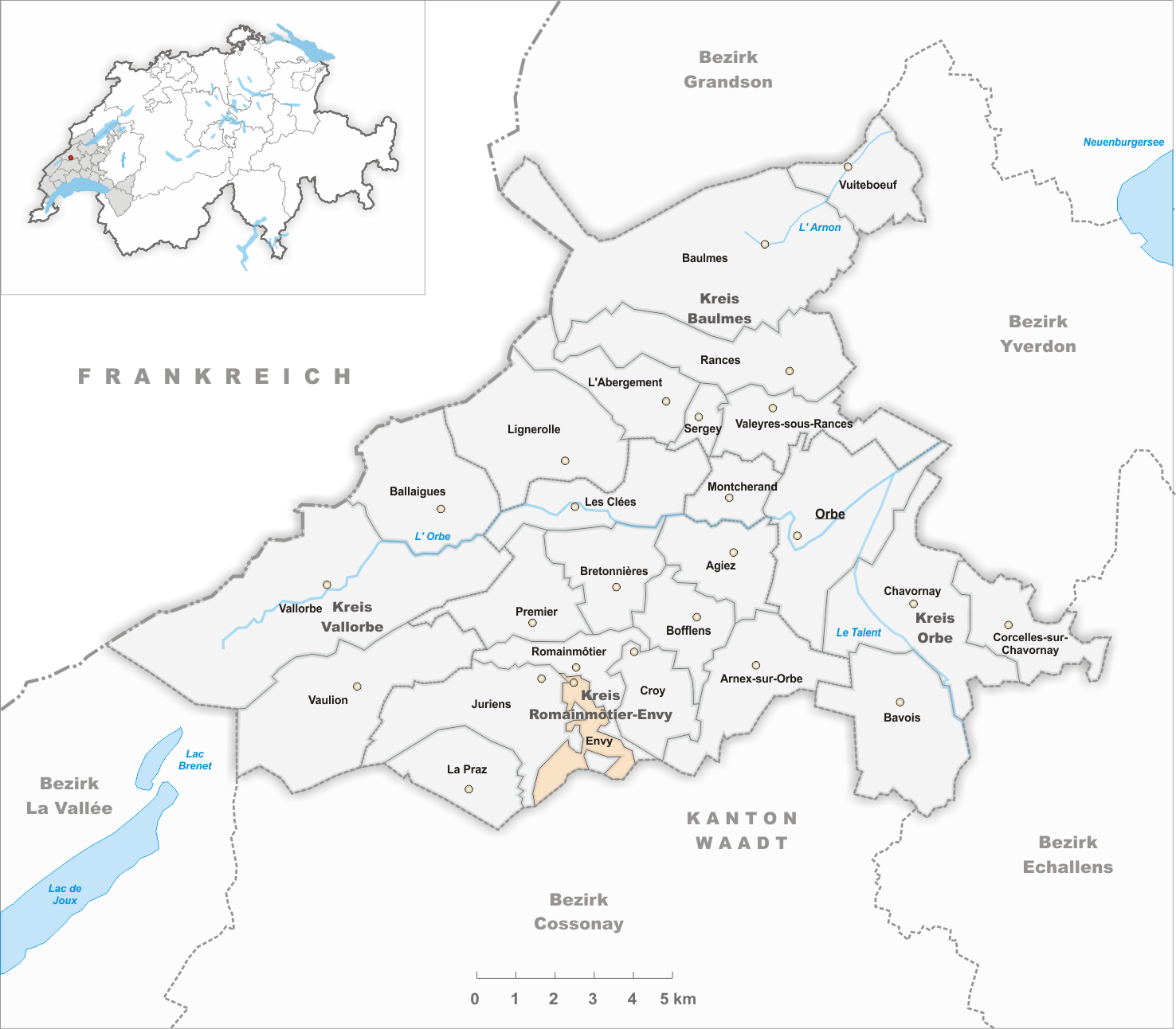
Il territorio del comune di Envy prima degli accorpamenti comunali del 1970

Già comune autonomo che apparteneva al distretto di Orbe, nel 1970 è stato accorpato all'altro comune soppresso di Romainmôtier per formare il nuovo comune di Romainmôtier-Envy.

### Simboli
Lo stemma di Envy era stato adottato all'inizio del XX secolo e si blasonava:
Lo sfondo partito d'argento e di rosso deriva dallo stemma dell'abbazia di Romainmôtier, che dominava su Envy durante il Medio Evo, e su cui erano rappresentati anche una chiave ed una spada, attributi dei santi Pietro e Paolo a cui l'abbazia era intitolata. La fascia dorata si riferisce al suffisso -vy del nome, col significato di "strada", molto probabilmente in ricordo della strada romana che attraversava la zona.

## Società

### Evoluzione demografica
L'evoluzione demografica è riportata nella seguente tabella:
Abitanti censiti

## Amministrazione
Ogni famiglia originaria del luogo fa parte del cosiddetto comune patriziale e ha la responsabilità della manutenzione di ogni bene ricadente all'interno dei confini della frazione.